# Forte San Felice (Chioggia)
Il Forte San Felice è una fortezza militare costruita dalla Repubblica di Venezia, nei pressi della bocca di porto di Chioggia. Fu eretto dopo la Guerra di Chioggia, avvenuta a fine Trecento, nell'intento di rendere l'ingresso nella parte meridionale della laguna veneta più difendibile.
Nel corso dei secoli, seguendo l'avanzare delle tecnologie belliche, il Forte San Felice venne notevolmente trasformato e modificato, ma non subì mai alcun attacco.

## Storia
Nella medesima zona dell'attuale fortezza, era presente un primordiale castello in legno che andò distrutto durante la guerra tra genovesi e veneziani conclusasi, a favore di quest'ultimi, nel 1381. A seguito del conflitto, con l'intento di rendere l'ingresso alla laguna meridionale più sicuro da incursioni nemiche, il Senato Veneto approvò nel 1384 la costruzione di un nuovo castello in muratura, la quale iniziò l'anno successivo.
La fortezza si erge su di una barena, terreno semisommerso tipico delle lagune, che porta ad una continua infiltrazione di umidità nelle murature, fenomeno che rese necessaria una costante manutenzione della struttura. Con la caduta della Serenissima avvenuta nel 1797 e le successive dominazioni francesi, austriache e infine italiane, la fortezza venne rielaborata migliorandone gli armamenti e aumentandone gli alloggi delle milizie.
Dal 1979 il forte perse ogni funzione strategica e venne abbandonato, portando alla rovina di molte sue strutture.
Dal 1999 il Comitato Forte San Felice ha riportato l'attenzione sull'omonimo sito, con vari progetti che puntano a riportare l'antica fortezza ad una nuova centralità storico culturale. Sempre il Comitato ha organizzato una raccolta firme che ha portato il Forte San Felice nel 2016 ad ottenere il nono posto nel censimento promosso dal Fondo per l'Ambiente Italiano I Luoghi del Cuore con 25.122 voti, ricevendo un contributo di 23.000 € impiegati per la costruzione di percorsi di visita.

## Descrizione
La struttura, che si mostra dall'alto a forma di stella, è di 25 000 metri quadrati e ospita diversi edifici, impossibili da vedere dall'esterno dei bastioni. I principali sono qui di seguito descritti in ordine di edificazione:

### Castello della Luppa

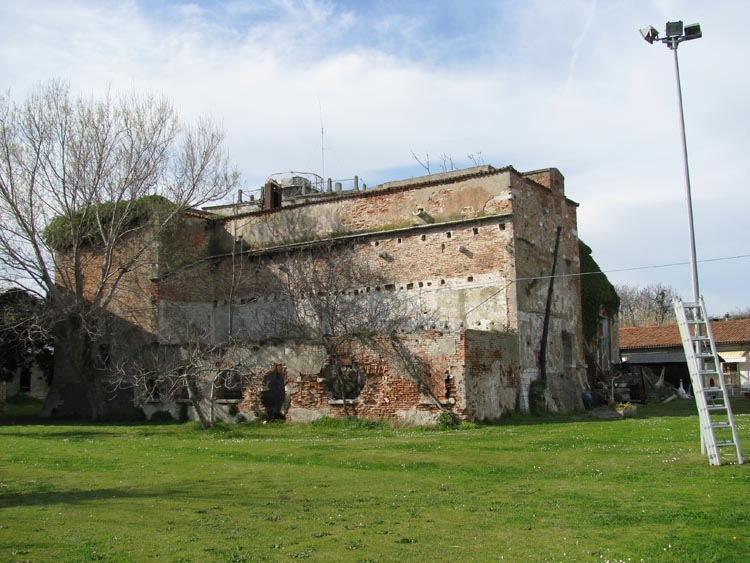
Castello della Luppa

Il castello, che sorge nella medesima zona di una precedente fortificazione in legno, venne costruito nel 1385. Le pareti perimetrali, in pietra e muratura, hanno uno spessore di 1 metro e 80 centimetri, gli ambienti a piano terra sono voltati a botte. Nel Seicento il secondo piano è stato completamente riempito di sabbia e reso inaccessibile, così da rendere l'intera struttura resistente ad attacchi d'artiglieria. La struttura termina con una terrazza, dove fino al 1993 era presente il faro della bocca di porto.
A questa struttura, nel corso dei secoli sono stati addossati vari edifici alcuni ancora presenti, altri demoliti.
Inizialmente il castello possedeva un mastio,  un'alta torre di vedetta, che venne però abbassata nel Seicento per evitare i colpi d'artiglieria.

### Bastioni
Per rendere la fortezza più difendibile da attacchi d'artiglieria e dalle frequenti mareggiate, nel Cinquecento essa venne dotata di una cinta muraria. I bastioni saranno continuamente sottoposti a restauri per arginare i frequenti danni causati dall'erosione marina.
Nella seconda metà del Settecento in Laguna vennero costruiti i Murazzi, un'imponente diga in pietra d'Istria, costruita dalla Serenissima per difendere gli argini della laguna dall'erosione del mare. La costruzione che parte dal Lido di Venezia e arrivava fino al centro di Sottomarina inizia ad essere costruita a ridosso del bastione di sud est.
Per affrontare meglio le onde di burrasca, tra Seicento e Settecento venne edificata una diga di blocchi di pietra, che accerchia la fortezza sul lato del mare e della bocca di porto. L'impresa venne ricordata dall'acroterio posizionato sulla punta nord ovest della diga, che raffigurava un leone di San Marco andante (scalpellato e cannoneggiato a fine Settecento). Alla base era presente un'iscrizione latina dalla difficile comprensione data la rimozione delle lettere che erano di piombo. Solo attraverso i fori lasciti nella pietra si riesce a ricostruire parzialmente la scritta:

### Iscrizione
PROCURRENTIA HAEC ACROTERIA DITERMEDIUM CUDEARIDEUM VALLUM
SENATUS PROVIDENTIA
A FUNDAMENTIS EXCITANTUR PRAESSIDIE CURANTIBIS...»

### Traduzione

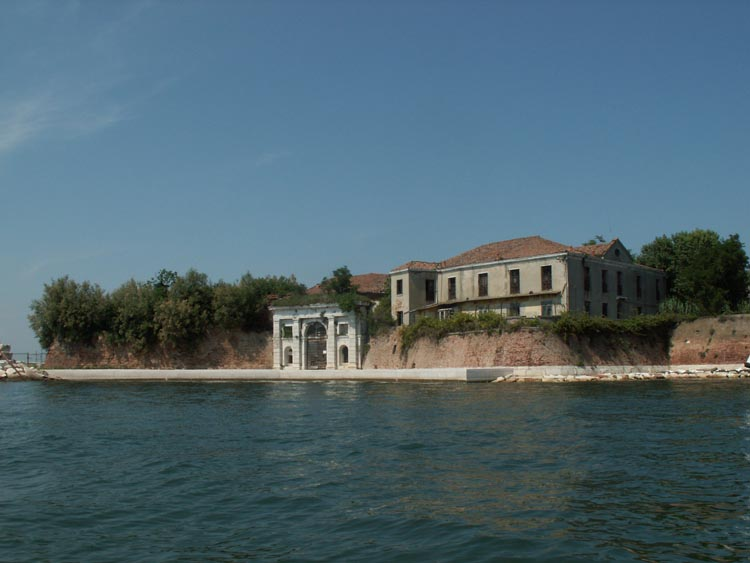
Portale del Tirali

Affinché questa solidissima fortezza possa essere conservata in eterno dall'impeto del mare
Si innalza questo acroterio interposto...baluardo
Per decreto del senato (veneziano)

### Portale del Tirali
Alla fortezza, che era raggiungibile esclusivamente via mare, venne aggiunto un monumentale accesso dall'architetto Andrea Tirali costruito nel 1704. Il portale in stile dorico è edificato in pietra d'Istria e mostra sia internamente che esternamente la medesima struttura.

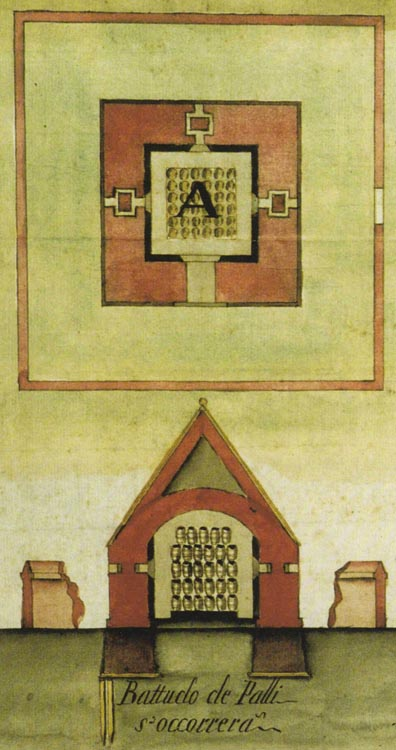
Polveriera Settecentesca

### Polveriere
La più antica venne edificata a metà Settecento per proteggere la polvere da sparo da eventuali attacchi a lunga gittata. Come altre strutture con funzioni simili è composta da spesse mura e con una copertura a prova di bomba. Durante la dominazione austriaca, venne constatato che questa polveriera non bastava più per il grande numero di armamenti della fortezza, quindi ne vennero ricavate di nuove lungo i bastioni perimetrali. Il settecentesco deposito, spogliato della sua principale funzione, è stato poi inglobato in un edificio e usato come magazzino.

### Blockhaus
Il Blockhaus venne costruito dagli austriaci tra il 1830 e il 1840. È una struttura di forma allungata con le estremità arrotondate e aveva funzione di dormitorio.

## Etimologia
Il Forte ha cambiato nel corso dei secoli il suo nome: da castello di Chioza, castello della Luppa e infine Forte San Felice.
Per comprendere quest'ultimo nome si deve sapere che le varie postazioni di vedetta sui bastioni, presentavano diverse nomenclature. Una di queste, la più vicina all'ingresso marittimo, prendeva il nome di uno dei santi patroni della Diocesi di Chioggia; per l'appunto San Felice.